# Vaffanculo
Vaffanculo (anche abbreviato in vaffa e fanculo) è un'espressione offensiva comune del registro colloquiale basso in lingua italiana che esprime rivolta o insofferenza verso qualcuno che dà fastidio o non si sopporta. Il termine sarebbe una contrazione di va 'ffa 'nculo o vai a fare in culo, espressione che indica un invito a subire, non necessariamente da parte del detrattore, un rapporto anale.

## Storia
Nel film Il ratto delle Sabine (1945) il termine è stato la prima parolaccia del cinema italiano.

Il termine è stato in seguito utilizzato per iscritto per la prima volta da Aldo Palazzeschi nel suo Roma (1953) che riporta:
 L'espressione ha subìto diverse variazioni e contrazioni mentre, per pudore linguistico, il termine è talvolta riportato con le vocali sostituite a degli asterischi.

## Nel diritto italiano
Una questione dibattuta sulla quale si sono susseguite varie sentenze è la perseguibilità giuridica dell'uso del termine come ingiuria.
Secondo la sentenza 27966 emessa dalla Corte di cassazione italiana nel 2007, l'uso dell'espressione verso qualcuno non necessariamente integrava la fattispecie di ingiuria. Sentenze successive (tra cui la 8814 del 21 gennaio 2010) stabilirono tuttavia che il termine fosse da considerarsi sempre ingiurioso senza eccezioni. L'ingiuria difatti è offendere la dignità di una persona, ma non è più reato, ma mero illecito civile.

## Nella cultura di massa
L'insulto viene utilizzato in numerosi album e tracce, tra cui Adius (1990) di Piero Ciampi, ove viene ripetuto per una dozzina di volte e rivolto dall'artista, La domenica delle salme di Fabrizio De André (1990), il singolo Vaffanculo di Marco Masini (1993) e l'album Andate tutti affanculo degli Zen Circus (2009).
Vaffanculo è stato usato anche come slogan politico in particolare in occasione del V-Day (abbreviazione di Vaffanculo-Day) e del V2-Day svoltisi nel 2007 e nel 2008, i quali portarono a successivi sviluppi politici che culminarono con la fondazione del Movimento 5 Stelle.